# Epistrophe metcalfi
Epistrophe metcalfi är en tvåvingeart som först beskrevs av Fluke 1933.  Epistrophe metcalfi ingår i släktet brynblomflugor, och familjen blomflugor. Inga underarter finns listade i Catalogue of Life.